# Wildago
Wilda Goyetche  (Halifax, 18 de abril de 1966), más conocida con su nombre artístico Wildago, es una artista  autodidacta que comenzó en 2008 a modo de pasatiempo llenando de vistosos cuadros su casa de Sheffield, Reino Unido. Entre sus personajes destacan  la pelirroja Pearl y el enigmático Edmund, pero Wildago también pinta caracteres basados en personas reales. Sus obras, producidas en el Reino Unido y España, se exponen y venden internacionalmente.

## Personajes Wildago

### Pearl y Edmund
Pearl y Edmund (Perla y Edmundo en español) protagonizan una historia en curso. Aunque los dos personajes aún no se conocen, su aparición conjunta en algunas pinturas suscita entre los seguidores rumores sobre un posible romance.
En un diálogo abierto entre la artista y los fanes y coleccionistas, se va dando forma a la historia de estos personajes, a menudo a través de redes sociales como Facebook. Con el tiempo se les incorporan familiares, amigos y mascotas.
En 2009 Pearl y Edmund atrajeron el interés de los organizadores del Festival Internacional de Cine Documental de Sheffield (Sheffield Doc/Fest), en busca de premios exclusivos para los directores de cine (ver tabla). Con este fin, Wildago elaboró siete pinturas de los dos personajes en diferentes momentos del evento, además de cinco viñetas caricaturescas para el boletín diario de Doc/Fest.
| Pintura                | Categoría                    | Película ganadora | Cineasta                  |
| ---------------------- | ---------------------------- | ----------------- | ------------------------- |
| The Independent Edmund | Sheffield Special Jury Prize | Videocracy        | Erik Gandini, Suecia      |
| Super 8                | Sheffield Innovation Award   | Loop Loop         | Patrick Bergeron, Canadá  |
| Pearl Arrives          | Sheffield Green Award        | Blood of the Rose | Henry Singer, Reino Unido |
| Roller Edmund          | Sheffield Youth Jury         | Sons of Cuba      | Andrew Lang, EE. UU.      |
| Duck Fest Edmund       | Student Award                | Arsey Versey      | Miro Remo, Eslovaquia     |
| Pearl Notices Edmund   | Doc/Fest Audience Award      | Junior            | Jenna Rosher, EE. UU.     |
| Pearl Packs            | Inspiration Award            | --                | Adam Curtis, Reino Unido  |

### Freddy Furnace
En 2012 el Dr. Graham Honeyman, director de Sheffield Forgemasters International, encargó a Wildago la creación de varias obras de arte para una nueva sala de juntas. A la artista se le dio carta blanca para retratar la empresa del acero en su estilo particular. A través de numerosas visitas y entrevistas, entendió la gran importancia del aprendizaje profesional y para ilustrarlo concibió a Freddy Furnace, un joven aprendiz de la industria.
En una secuencia de seis pinturas ilustrando su primer día de trabajo, Freddy Furnace, con un casco enorme y una L porque es principiante, aparece junto a 20 caracteres inspirados en el personal real de Forgemasters. La artista les asignó nombres ficticios tomados de la terminología metalúrgica; así Honeyman se convirtió en George La Forge (la forja).
Durante los diez meses que duró este proyecto, el personal fue entrevistado y fotografiado a sabiendas de que iba a ser representado en clave de humor. Honeyman fue el único en ver los bocetos antes de la exhibición y todo el personal fue invitado a ver el resultado final en una fiesta de inauguración celebrada en Camp Wildago, su estudio-galería en Sheffield.
Freddy Furnace reaparece un año después. En 2013, con motivo del primer centenario de la invención del acero inoxidable en Sheffield por parte de Harry Brearley, la artista y el dibujante local James Whitworth colaboraron en 'Stainless,' un proyecto que combinaba dibujo y fotografía. Así, Wildago fotografió lugares de referencia para que Whitworth añadiera sus dibujos y, por otro lado, pintó a Freddy Furnace, Pearl, Edmund y al fantasma de Brearley sobre fotos similares. La colección se mostró en tres lugares de Sheffield: Camp Wildago, Cutlers Hall y Outokumpu.

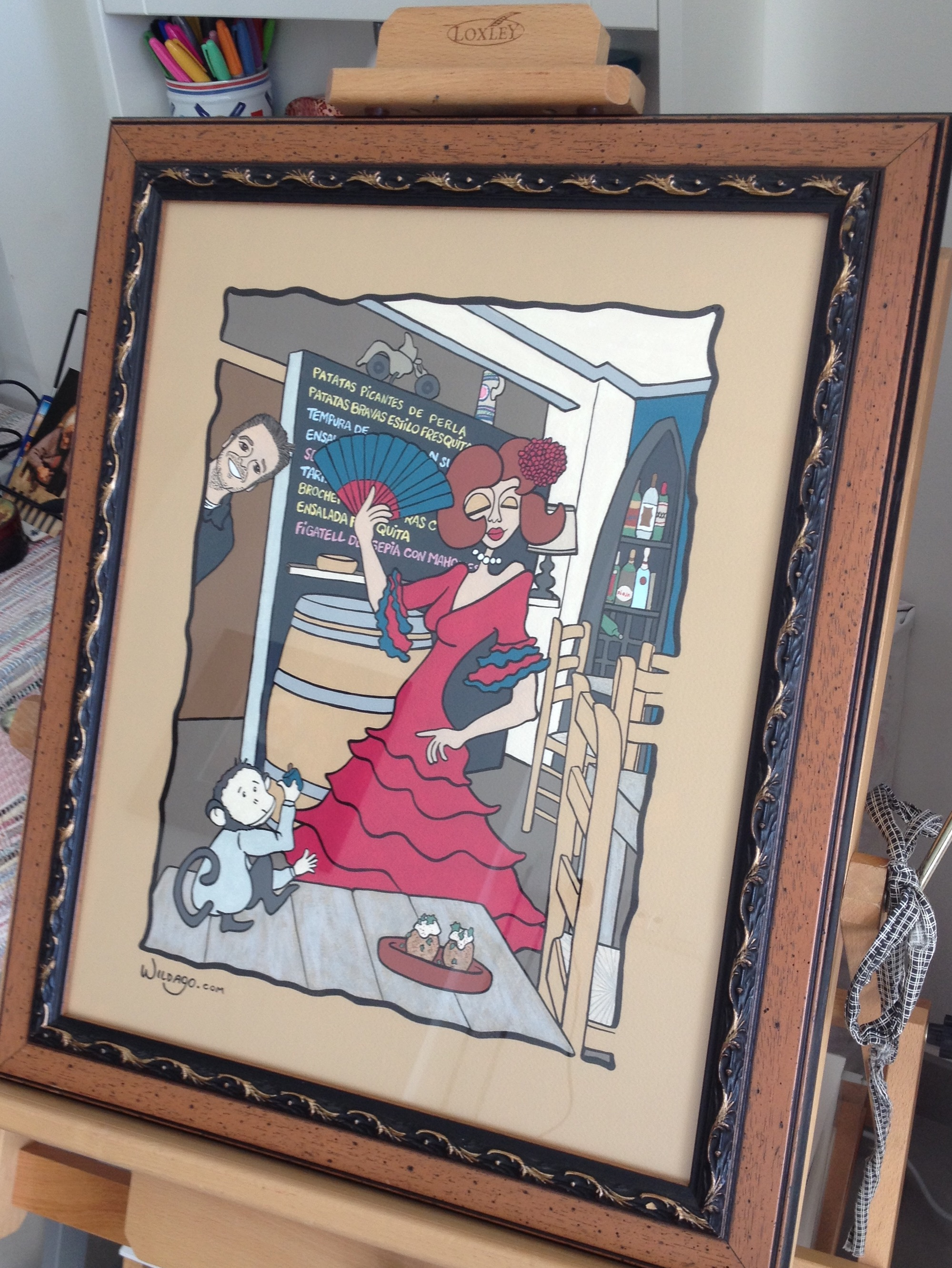
Perla de Fresquita está en una tasca en Jávea, España. Juan, el dueño, se asoma desde la cocina.
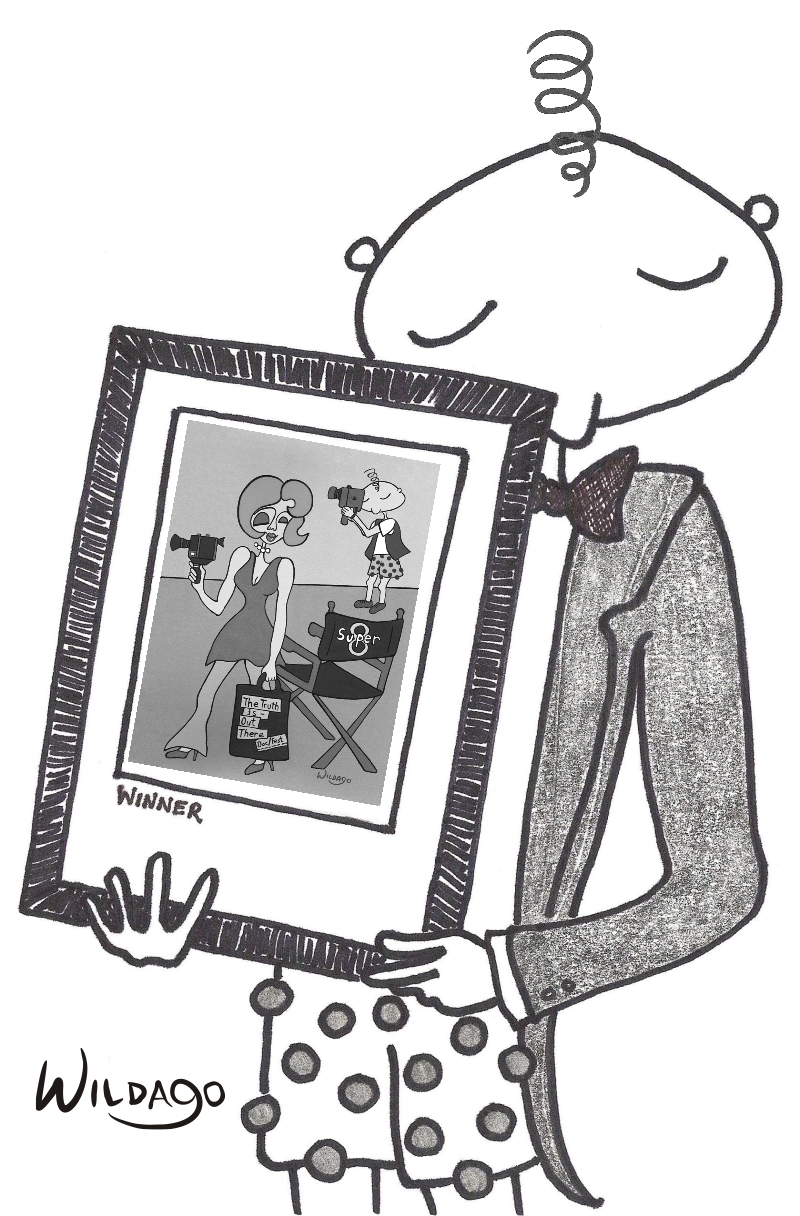
Viñeta del boletín de Sheffield Doc/Fest 2009 que muestra a Edmund sosteniendo una pintura Wildago.
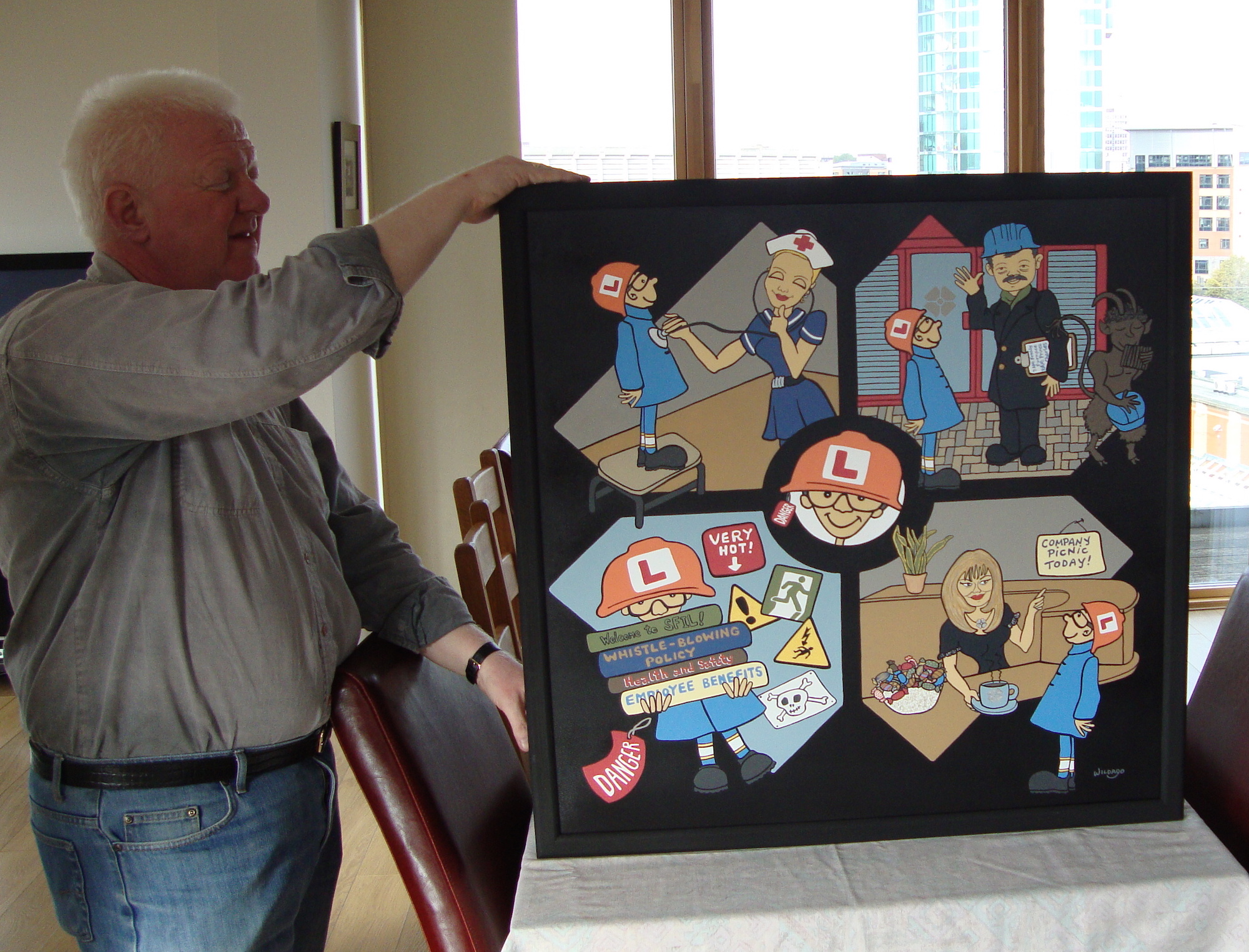
Enmarcador midiendo Freddy Furnace Arrives para Sheffield Forgemasters
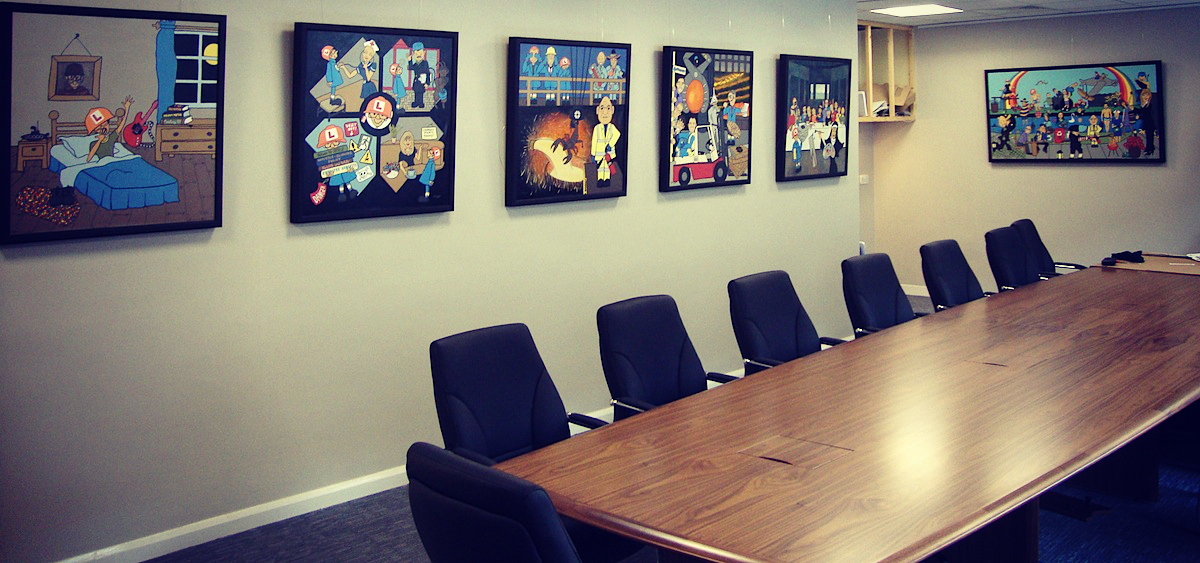
Las pinturas de Freddy Furnace en la sala de juntas de Sheffield Forgemasters
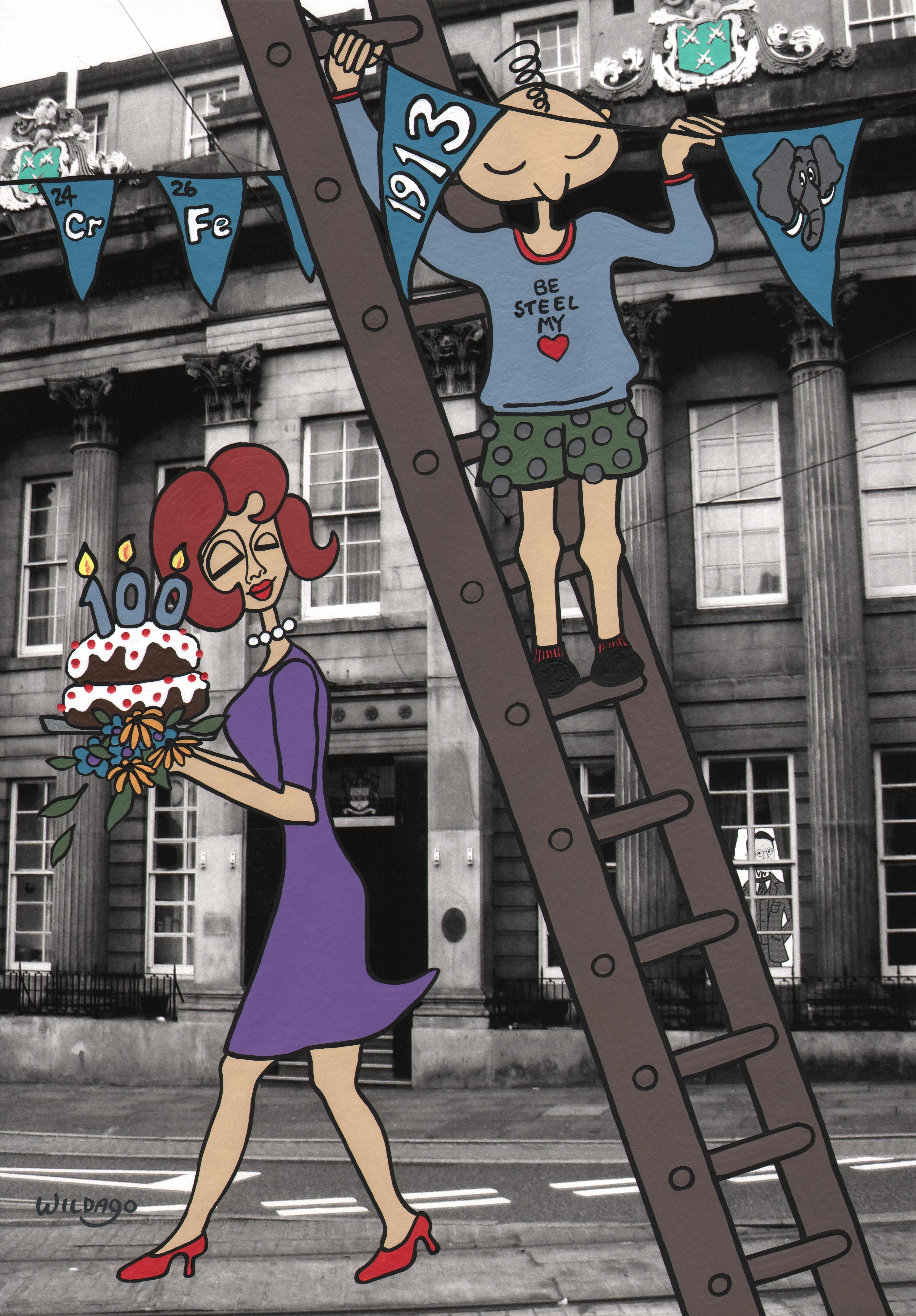
Pearl y Edmund frente a Cutlers Hall en Sheffield, Reino Unido